# Tooghin
Ne doit pas être confondu avec Tooghin-Peulh ou Toghin.
Tooghin, également orthographié Tooguin, est une localité située dans le département de Séguénéga de la province du Yatenga dans la région Nord au Burkina Faso.

## Santé et éducation
Les centres de soins les plus proches de Tooghin sont le centre de santé et de promotion sociale (CSPS) et le centre médical avec antenne chirurgicale (CMA) de Séguénéga.
Le village possède un centre d'alphabétisation.